# かねすえ
株式会社かねすえは福岡県北九州市に本社を置く、辛子明太子などの食品製造加工販売をする日本の食品会社。

## 沿革
- 1968年（昭和43年）10月 - 北九州市戸畑区にて松本商店を開業。海産物商品全般の仕入れ及び販売を始める。
- 1971年（昭和46年）2月 - 行橋市にて、仲卸業務、開業に伴い海産物加工工場を開設。
- 1973年（昭和48年）6月 - からし明太子の開発製造に伴い販売開始。
- 1980年（昭和55年）8月 - 戸畑区にて、有限会社松本海産設立。
- 1985年（昭和60年）10月 - 小倉北区に本社を移転、同時に本社工場新設。
- 1987年（昭和62年）4月 - 社名を「株式会社かねすえ」に変更。同時に仲卸業務を分離し、株式会社松本海産を設立。
- 1988年（昭和63年）5月 - 業務拡張に伴い本社工場を増設。
- 1989年（平成元年）10月 - 業務拡大に伴い小倉北区西港に第二工場新設。
- 1991年（平成3年）6月 - 業務拡張に伴い戸畑区に中原（たらこ）工場新設。
- 1993年（平成5年）6月 - 業務拡張に伴い小倉北区に中井（第三）工場新設。同時に直販部門を専門とする（株）かねすえ本舗を設立（資本金1,000万円）。
- 1996年（平成8年）7月 - 業務拡張に伴い小倉北区西港に本社及び本社工場を新設。
- 1998年（平成10年）4月 - 第二（原料）工場に電子水活性装置を設置。加工に用いる「水」を全て電子水とする。
- 1999年（平成11年）10月 - 赤穂ソルト協力の下、かねすえ特製ミックス塩を開発。以後、全商品に添加。
- 2008年（平成20年）10月 - 小倉北区東港に、本社及び新工場を新設。
- 2009年（平成21年）7月 - 氷温食品認定「社団法人氷温協会」。
- 2009年（平成21年）8月 - ISO 22000：2005年（平成17年） 認証取得「TUV Rheinland Cert GmbH」。
- 2010年（平成22年）4月 - 本社敷地内に研修センター新設。
- 2010年（平成22年）5月 - 従業員数116名。

## 関連企業
- 株式会社かねすえ本舗 - （本店）福岡県北九州市小倉北区中井4丁目4-27